# Jonesia simplex
Jonesia simplex är en kräftdjursart som först beskrevs av Norman 1865.  Jonesia simplex ingår i släktet Jonesia och familjen Bythocytheridae. Inga underarter finns listade i Catalogue of Life.